# Qvartettsångareförbundet/Kvartettsångareförbundet

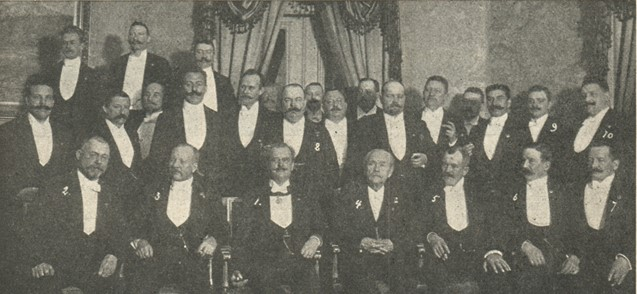
Kvartettsångareförbundet 1905

Kvartettsångareförbundet (Qvartettsångareförbundet) bildades i Stockholm 1883 av teatermannen och kördirigenten August Edgren som även var dess sånganförare till sin död 1888. Den första offentliga konserten hölls den 9 augusti 1883 på Hasselbacken. Verksamheten inbegrep klubbaftnar, privatsoaréer samt någon gång årligen en offentlig konsert. 1902 valdes körens medlemmar in i Stockholmslogen av Ordenssällskapet W:6 och har sedan dess fungerat som ordenskör. Kören är fortfarande verksam och dess valspråk är "I allvar som i skämt".

## Sånganförare
Verksamhetsår inom parentes
- August Edgren (1883–1888)
- Richard Henneberg (1888–1889)
- John Ullstedt 1894–1906
- Emil Carelius 1906–1947
- Hilding Asker 1947–?

I modern tid har körens dirigenter utgjorts av bland andra Björn Borseman, Bengt Bergius och Hans-Åke Lundgren.

## Galleri

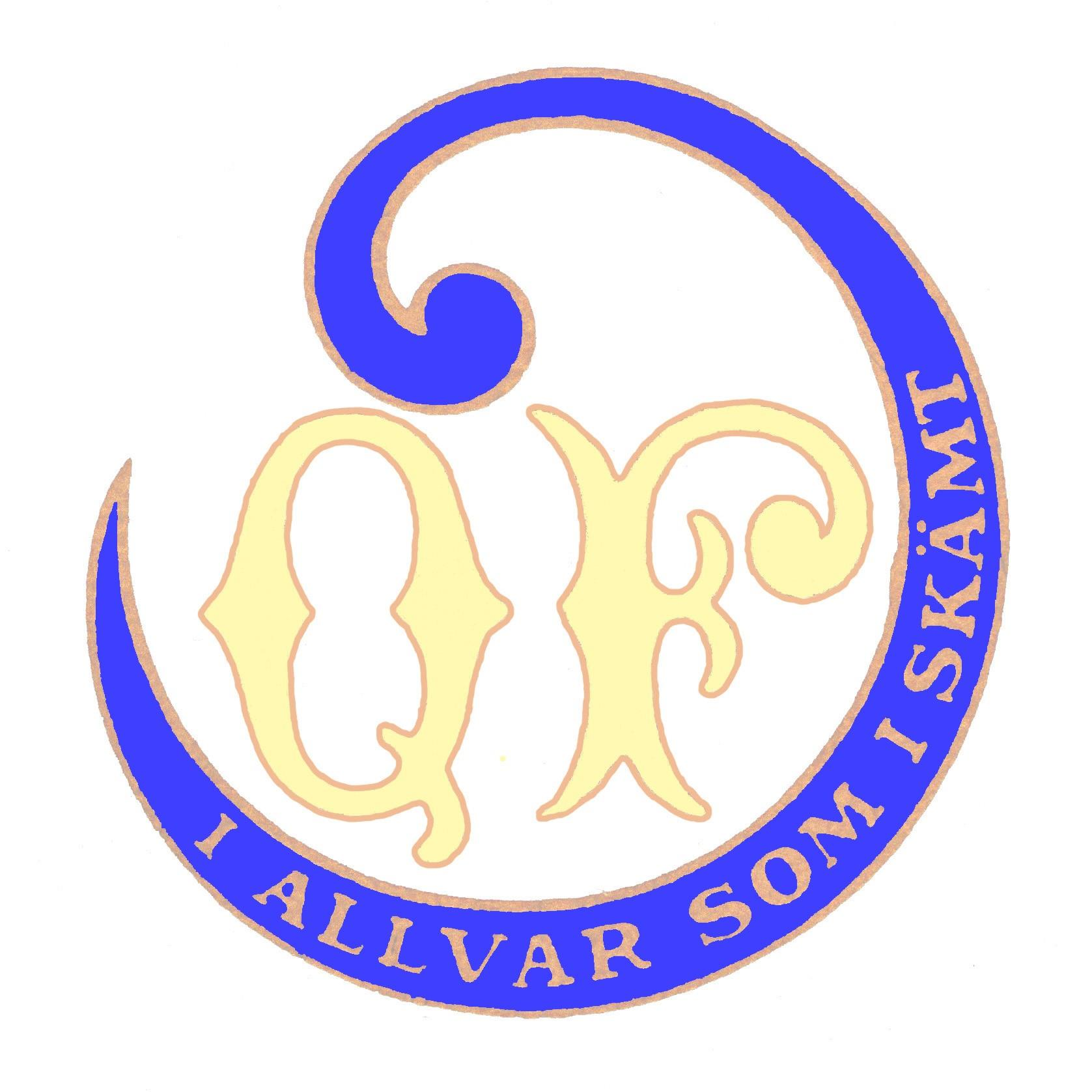
Qvartettsångareförbundets emblem och valspråk

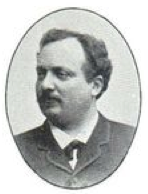
August Edgren (1849–1888)
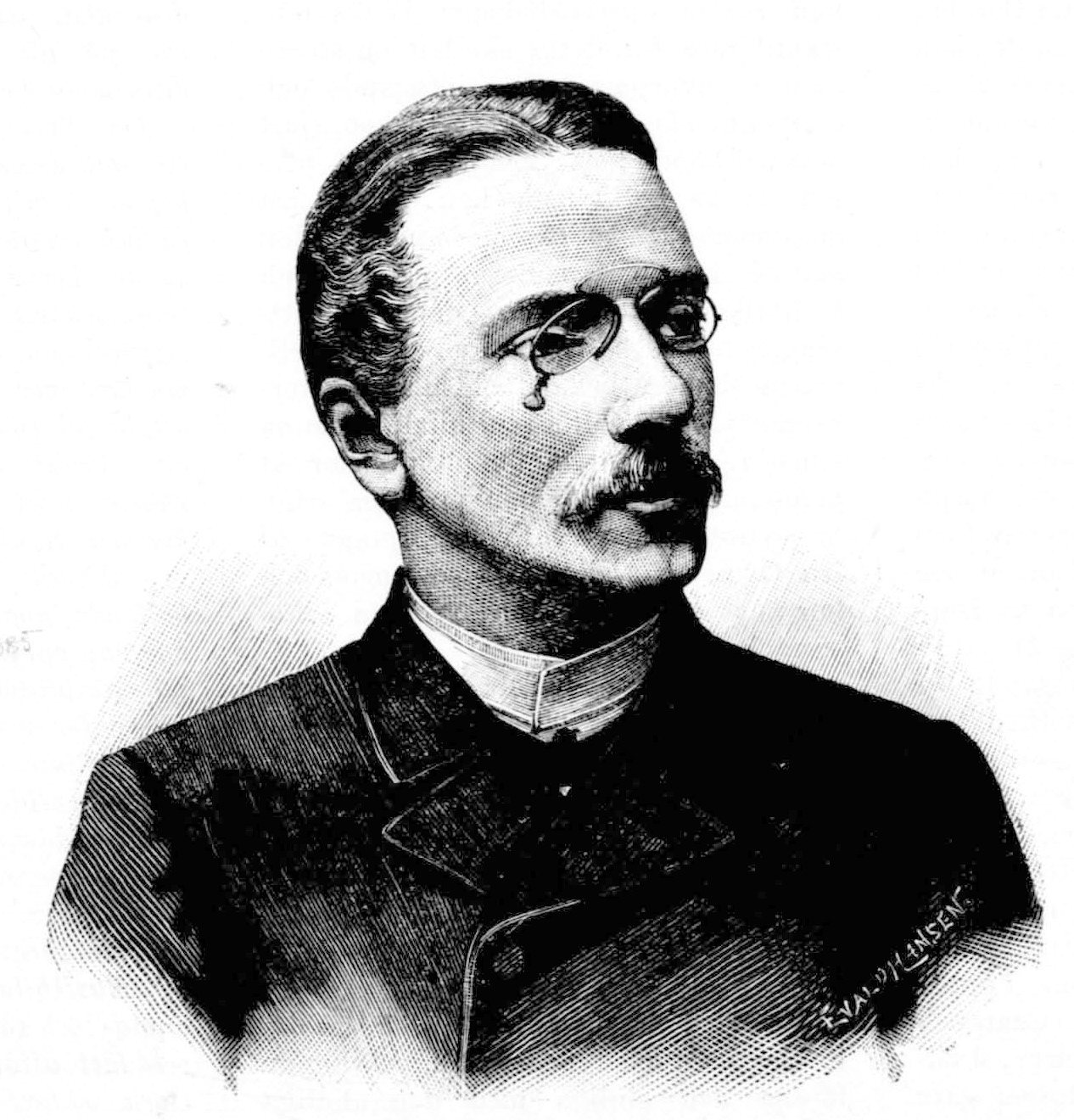
Richard Henneberg (1853–1925)
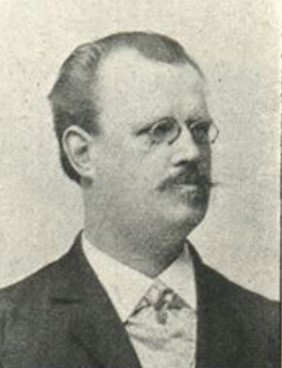
John Ullstedt (1855–1906)
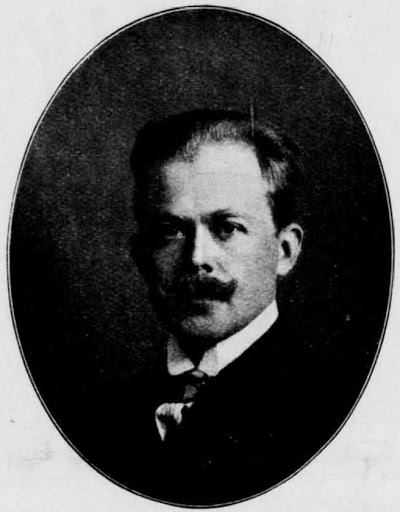
Emil Carelius (1878–1966)